# Пођо деле Розе
Пођо деле Розе (итал. Poggio delle Rose) је насеље у Италији у округу Терамо, региону Абруцо.
Према процени из 2011. у насељу је живело 124 становника. Насеље се налази на надморској висини од 464 м.